# بديوي الوقداني
بديوي الوقداني، هو شاعر من قبيلة عتيبة، ولد سنة 1244هـ في قرية نخب بالضواحي الشرقية لمدينة الطائفولقب بـ«شاعر الحجاز»، كتب أشعاره بالنبطي والفصحى ووصلنا منها الكثير وسقط منها الكثير.
نظم شعرًا في الحكمة والغزل والمدح توفي سنة 1296هـ عن عمر ناهز اثنين وخمسين عامًا وله مجموعة شعرية كبيرة. خلف ثلاثة أولاد وبنت واحدة وهم: عبدالعزيز وحسن وعبدالله وعزيزة.

## نسبه
هو «بديوي بن جبران بن جبر بن هنيدي بن جبر بن صالح بن محمد بن مسفر بن محمد بن سالم بن عيسى بن عبدالله من وقدان من برقا من عتيبة».
وقد أكد بديوي نسبة إلى قبيلة عتيبة في قولة:

## بديوي الوقداني والشريف
مرّ بديوي الوقداني، شاعر شريف مكة في زمنه، بسوق الحميدية بمكة المكرمة فإذا به يستمع لبائع خرز هندي وهو يلحن قصيدته المعروفة التي مطلعها: أيامنا والليالي كم نعاتبها لكن الهندي كسر أبيات القصيدة وعجنها بلغته الركيكية مما جعل الوقداني يستشيط غضبا ويدخل في شجار معه، بل وزاد على أن قام بالعبث ببضاعته وسواها.
بالأرض. وسخط الهندي وهو يرى بضاعته وقد تناثرت في السوق. مضى بديوي غضبان أسفاً وتجمّع المارة حول البائع وأخبروه باسم المعتدي، فما كان منه إلا أن اشتكى للشريف الذي بدوره أمر بإحضار بديوي، فلما مثل بين يديه سأله الشريف: كيف يضرب الهندي غير مراع لحرمة البيت وجواره؟ بل ويزيد على ذلك ببعثرة بضاعته!
فقال بديوي: بعثر بضاعتي وبعثرت بضاعته حتى لا يعود لفعلته الشنعاء تلك. 
فقال له الشريف: وما دخل بضاعة الهندي ببضاعتك يا بديوي؟ -وهو يقصد الشعر بطبيعة الحال. قال له مرهُ فلينشد قصيدتي، فلمّا سمع الشريف الهندي ينشد قصيدة: بأيامنا والليالي، تجهم وجهه هو أيضاً وقال له: إن مافعله بديوي أقل مما تستحق. وأفهمه إن العربية لا تقال هكذا وأصلح ما بينهما على ألا يعود كل منهما لفعلته مع الآخر.

## قالوا عنه
اطلع طه حسين على أشعاره وهو يبحث عن الموروث الأدبي في العصر الحديث في منطقة الحجاز وعندما قرأ بعض قصائده قال: لو أن هذا الشاعر البدوي الأصيل كتب أشعاره بالفصحى لنسي الناس المتنبي.
- وقال عنه الشاعر حسين سرحان بأنه شاعر الحكمة ومتنبي الشعر الشعبي. يمتاز شعره بالحكمة والصدق وعدم التعصب لفكر أو عنصر معين يخرج شعره من قلبه كما يخرج الماء العذب الصافي لا يكدره تكلف أو فخر زائف أو فجور في غزله كلماته سهلة ليس بها صعوبة أو غرابة.
- أسلوبه الشعري.

في أسلوبه نعومة وفي كلماته رشاقة وعذوبة وان من شعره لحكمة وسحرا. ورد في كتاب (نزهة الفكر فيما مضى من الحوادث والعبر) لأحمد الحضراوي الهـاشمي الذي التقى ببديوي وتعرف عليه عن قرب وكتب عنه مـا نصه: اسمه: (بديوي بن جبران بن جبر بن هنيدي بن جبـر بن صـالح بن محمد بن مسفر الوقداني السعدي (نسبة إلى بني سعد) وعتيبة بطن من هوازن القبيلة المشهورة نزيل الطائف المأنوس ولد بوادي نخب من ضواحي الطائف سنة 1244هـ 1829م وتربى به ثم سكن مدينةالطائف لتحصيل العلم والمعاش وكانت له قريحة بالعربية ثم نظـم القريـض ولقّب بـشـاعر الحجاز.
- فهــو شاعـر لطيف ومغـوار غطريف. تخضع لشعره بلابل الأغصان وتنصت لغزله مسامع كل إنسان * اجتمعت بحضـرته بالطائف المأنوس سنة 1287هـ وقبل هذه السنة لنا معه اجتماع كثير ومحاضرات لطيفة.

ومن الأبيات الجميلة بالفصحى التي أوردها الحضراوي في كتابه:

## وفاته
توفي بديوي الوقداني في الطائف عام 1296هـ - 1878م وعمره اثنان وخمسون عاما.

## وصلات خارجية
- بديوي الوقداني.. شاعر الحجاز والفصحى والنبط

1. ↑  أحمد بن محمد الحضراوي، نزهة الفكر فيما وقع من الحوادث والعبر (القاهرة : دار الكتب المصرية مخطوطة رقم 19 تاریخ، ص 185.
2. ↑  تركي القداح تحقيق نسب قبيلة عتيبة ص 91
3. ↑  عثمان بن عبد الله الوقداني. السيرة الكاملة للشاعر بديوي الوقداني (ط. 1).
4. ↑  محمد سعيد كمال، الأزهار النادية من أشعار البادية (الطائف : مكتبة المعارف،(1417هـ)، ص 25